# Barrett Island (Antarktika)
Barrett Island ist eine 3 km lange und vereiste Insel, die innerhalb des nördlichen Teils des Morgan Inlet am östlichen Ende der Thurston-Insel vor der Eights-Küste des westantarktischen Ellsworthlands liegt.
Der United States Geological Survey kartierte sie anhand von Luftaufnahmen der United States Navy zwischen 1960 und 1966. Das Advisory Committee on Antarctic Names benannte sie nach Leutnant Barry B. Barrett, Pilot der Navy-Flugstaffel VX-6 zur Erstellung von Luftaufnahmen während der Operation Deep Freeze im Jahr 1964.